# Lonicera tangutica
Lonicera tangutica là một loài thực vật có hoa trong họ Kim ngân. Loài này được Maxim. mô tả khoa học đầu tiên năm 1878.